# こうふ博'89
こうふ博'89 （こうふはく'89）とは、1989年（平成元年）に市制百周年を迎えた山梨県甲府市で開催された地方博である。

## 概要
- 開催期間 - 1989年9月15日〜11月12日
- 会場 - 小瀬スポーツ公園（約5万平方メートル）
- 主催 - 甲府市、甲府商工会議所
- テーマ - 夢心きらめく未来
- 入場者数 - 55万5千人（動員目標：50万人）

## 主な展示物
ジャイアントパンダ
姉妹都市の提携を結んでいる四川省成都市から2頭のジャイアントパンダを借り入れ、期間中甲府市遊亀公園附属動物園にて公開されていた。
リニアモーターカー
JR東海のブースでは同時期にリニア実験線の誘致を進めていたリニアモーターカーの実物大モックアップが展示されていたほか、リニアモーターカーの仕組みなどが展示されている。なお、翌年実験線の設置が正式に決まり、2014年よりこの実験線を使用した中央新幹線の建設が行われている。
巨大水晶
山梨県は水晶の産地でもあることから、宝石館では巨大水晶の展示が行われている。
3Dシアター
山日YBSグループのブースでは実験段階であった3次元映像の公開が行われている。

## その他
開催期間は2ヶ月弱であったが、当時日本ではあまり見られないジャイアントパンダや営業用を想定したリニアモーターカーのモックアップなどが功を奏し、予想入場者数を上回るなど興行としては成功を収めている。
この博覧会を記念して純銀製の小判が製作されており、現在もごくたまにインターネットオークションで取引されている。
開催期間中の9月30日に山梨放送（YBS）、NHK甲府放送局、テレビ山梨（UTY）が共同制作した「やまなしテレビスペシャル30」がそれぞれの放送局で12:30-14:00に生放送で放映され、当会場のステージ会場で番組収録が行なわれた。番組進行は大柴堅志（YBS）、瀬戸秀夫（NHK）、名執瞭子（UTY）が担当した。